# Ángel Irabien Gulías
Ángel Irabien Gulías (Bilbao, Vizcaya, 30 de agosto de 1954) es licenciado en Ciencias Químicas y doctor en Ciencias Químicas por la Universidad del País Vasco, UPV/EHU. En ambos casos obtuvo la mención de premio extraordinario. Desde 1991 es catedrático de Ingeniería Química en la Universidad de Cantabria.

## Trayectoria profesional
Realizó su formación predoctoral en la UPV/EHU y amplió su formación en el Institut fur Technische Chemie II de la Friedrich-Alexander Universitat, actual Universidad de Erlangen (Alemania) entre 1978 y 1982. Tras una estancia como académico invitado en el departamento de biotecnología del King’s College (Reino Unido) entre 1985 y 1986, investigó métodos, junto  con otras universidades europeas, para la recuperación de materiales valiosos en la gestión de residuos y transfirió el conocimiento generado a terceros países de América Latina y Asia, así como al sector industrial. Desde 1991 es catedrático de Ingeniería Química en la Universidad de Cantabria.
En la década 2010-20 los trabajos de su línea de investigación se centran en el desarrollo de procesos y productos más sostenibles. A fecha de 2024, se centra en atajar la emergencia climática a través de proyectos que avanzan el desarrollo de tecnologías para captura y utilización de carbono mediante transformaciones basadas en electroquímica en hidrocarburos ligeros y es el coordinador del diseño de 2 instalaciones pioneras para su puesta a punto en una planta de fabricación de cemento y en una industria textil.
Se encuentra en el 2% de los investigadores más citados a nivel mundial en su campo (Stanford's Top 2% Scientists list). En 2024 se publicó una edición especial en la revista ACS Sustainable Chemistry & Engineering (factor de impacto 2023: 7,1) titulado "Angel Irabien Festschrift: Honoring His Impact on the Profession".

## Desarrollo profesional
Desde 1991 ha desempeñado cargos académicos en la Universidad de Cantabria. Ha sido coordinador del área de Tecnología Química en la Agencia Nacional de Evaluación y Prospectiva. De acuerdo a la base de datos Scopus, posee 450 documentos, con más de 14.800 citas. Según Google Scholar, posee un índice h=73.
De acuerdo a la página web Research.com se encuentra dentro del top 40 de los mejores científicos de ingeniería y tecnología de España. Ha sido director de más de 40 tesis doctorales en la Universidad de Cantabria.
En el Gobierno de Cantabria ha desempeñado los cargos de director general de Medio Ambiente (2003-2005) y director general de Universidades, Investigación y Transferencia (2019-2020).

## Premios y reconocimientos
A lo largo de su trayectoria profesional, Ángel Irabien ha recibido distintos reconocimientos, destacando entre otros:
- Premio medalla de oro en Ibero-American Chemical Engineering Congress (CIBIQ) 2023[20][21]
- Premio medalla de oro de la Asociación Nacional de Química e Ingeniería Química (ANQUE 2021)[22]
- Premio de la Asociación Nacional de Química e Ingeniería Química (ANQUE) 2019[23][24]
- Premio AQUIQÁN 2017 de la Asociación de Química e Ingeniería Química en Cantabria[25]
- Premio de la Real Sociedad Española de Química (RSEQ) 2012 [26][27]